# U 91 (Kriegsmarine)
De U 91 was een Duitse VIIC-type U-boot van de Kriegsmarine tijdens de Tweede Wereldoorlog. Tijdens de aanval op konvooi HX-229 op 16, 17 tot 20 maart 1943, was kapitein-luitenant-ter-zee Heinz Walkering de bevelhebber op de U 91. Hij commandeerde de boot vanaf 28 januari 1942 tot 19 april 1943, een maand na deze succesrijke aanval op konvooi HX-229. Daarna kwam kapitein-luitenant-ter-zee Heinz Hungerhausen van 20 april 1943 tot het einde van de U 91, op 26 februari 1944 als bevelhebber aan boord.

## Commandanten
- 28 Jan, 1942 - 19 Apr, 1943: Kptlt. Heinz Walkerling
- 20 Apr, 1943 - 26 Feb, 1944: Kptlt. Heinz Hungershausen

## Ondergang
26 februari 1944 - De U 91 ging ten onder in de Noord-Atlantische Oceaan, in positie 49° 45′ 0″ NB, 26° 20′ 0″ WL door dieptebommen van de Britse fregatten HMS Affleck, HMS Gore en HMS Gould. Hierbij vielen zesendertig doden. De commandant Heinz Hungerhausen en zestien bemanningsleden werden opgepikt door de fregatten.